# I Want You (cançó de Savage Garden)
"I Want You" és el primer senzill que va publicar la banda australiana Savage Garden. Es va publicar el 1996 al seu país i el 1997 internacionalment. Posteriorment van llançar el seu àlbum de debut epònim.
Després de l'èxit de "Truly Madly Deeply" i "To the Moon and Back", Savage Garden va rellançar el senzill el desembre de 1998 amb el títol de "I Want You '98" i la remescla anomenada Bascombe Mix. Es van publicar dos videoclips de la cançó, un de baix pressupost a Austràlia i un d'alt pressupost a la resta del món. El primer es va llançar a Austràlia el 1996 mentre que el segon, dirigit per Nigel Dick, es va llançar posteriorment als Estats Units i després a la resta de països.

## Llista de cançons
| CD1 (1998) 1. "I Want You" (versió ràdio) – 3:37 2. "I Want You" (Hot Radio Mix – 3:33 CD2 (1998) 1. "I Want You" (versió ràdio) – 3:37 2. "I Want You" (Pee Wee Club Mix – 6:30 3. "Tears of Pearls" – 3:52 4. "Mine (And You Could Be)" – 4:29 CD 1. "I Want You" (versió àlbum) 2. "I Want You" (Xenomania Funky Mix) 3. "I Want You" (Xenomania 12" Club Mix) 4. "I Want You" (Sharp Miami Mix) Casset (1997) 1. "I Want You" (versió àlbum) 2. "Promises" CD1 (1998) 1. "I Want You '98" (Bascombe Mix) 2. "I Want You '98" (Sash! Radio Edit) 3. "To the Moon and Back" (versió karaoke) CD2 (1998) 1. "I Want You '98" (Sash! Extended Mix) 2. "I Want You" (Sharp Miami Mix) 3. "I Want You" (Xenomania Funky Mix) Casset (1998) 1. "I Want You '98" (Bascombe Mix) 2. "I Want You '98" (Sash! Radio Edit) | Edició estàndard 1. "I Want You" – 3:53 2. "Fire Inside the Man" – 4:11 Edició limitada 1. "I Want You" (versió ràdio original) – 3:54 2. "I Want You" (Flu Club Mix) – 6:22 3. "I Want You" (Pee Wee Club Mix) – 6:30 4. "I Want You" (Flu Radio Edit) – 3:44 5. "I Want You" (Flu Midnight Mix) – 6:24 CD1 1. "I Want You" – 3:53 2. "Tears of Pearls" – 3:46 CD2 1. "I Want You" (versió àlbum) – 3:53 2. "I Want You" (Jason Nevins' Radio Remix) – 3:37 3. "I Want You" (Bastone Club Mix) – 8:30 4. "I Want You" (I Need I Want Mix) – 7:55 5. "I Want You" (Hot Radio Mix) – 3:33 1. "I Want You" (versió àlbum) – 3:53 2. "I Want You" (Jason Nevins' Radio Remix) – 3:37 3. "I Want You" (Bastone Club Mix) – 8:30 4. "I Want You" (I Need I Want Mix) – 7:55 5. "I Want You" (Hot Radio Mix) – 3:33 |

## Posicions en llista
| Llista (1996/1997)             | Posició |
| ------------------------------ | ------- |
| Austràlia                      | 4       |
| Canadà                         | 1       |
| França                         | 15      |
| Nova Zelanda                   | 13      |
| Regne Unit                     | 11      |
| Estats Units Billboard Hot 100 | 4       |